# Jacutinga, Minas Gerais
Jacutinga este un oraș în Minas Gerais (MG), Brazilia.